# Phuti Sepuru
Phuti Sepuru, född 1989 eller 1990 är en sydafrikansk pianist och musiker inom jazz och klassisk musik, samt lärare och föreläsare inom flera musikaliska ämnen vid University of Pretoria sedan 2016. Hon doktorerade i musikvetenskap vid samma universitet, samt har flera magisterexamen från olika ämnen.
Hon har samarbetat med flera framstående sydafrikanska musiker samt uppträtt i Vietnam, Malaysia, Japan, Indonesien, Sverige, Danmark, Rwanda, Zambia, Egypten, Nya Zeeland, Ghana och Seychellerna.
I september 2020 medverkade hon på Bokmässan.